# Pieprz długi

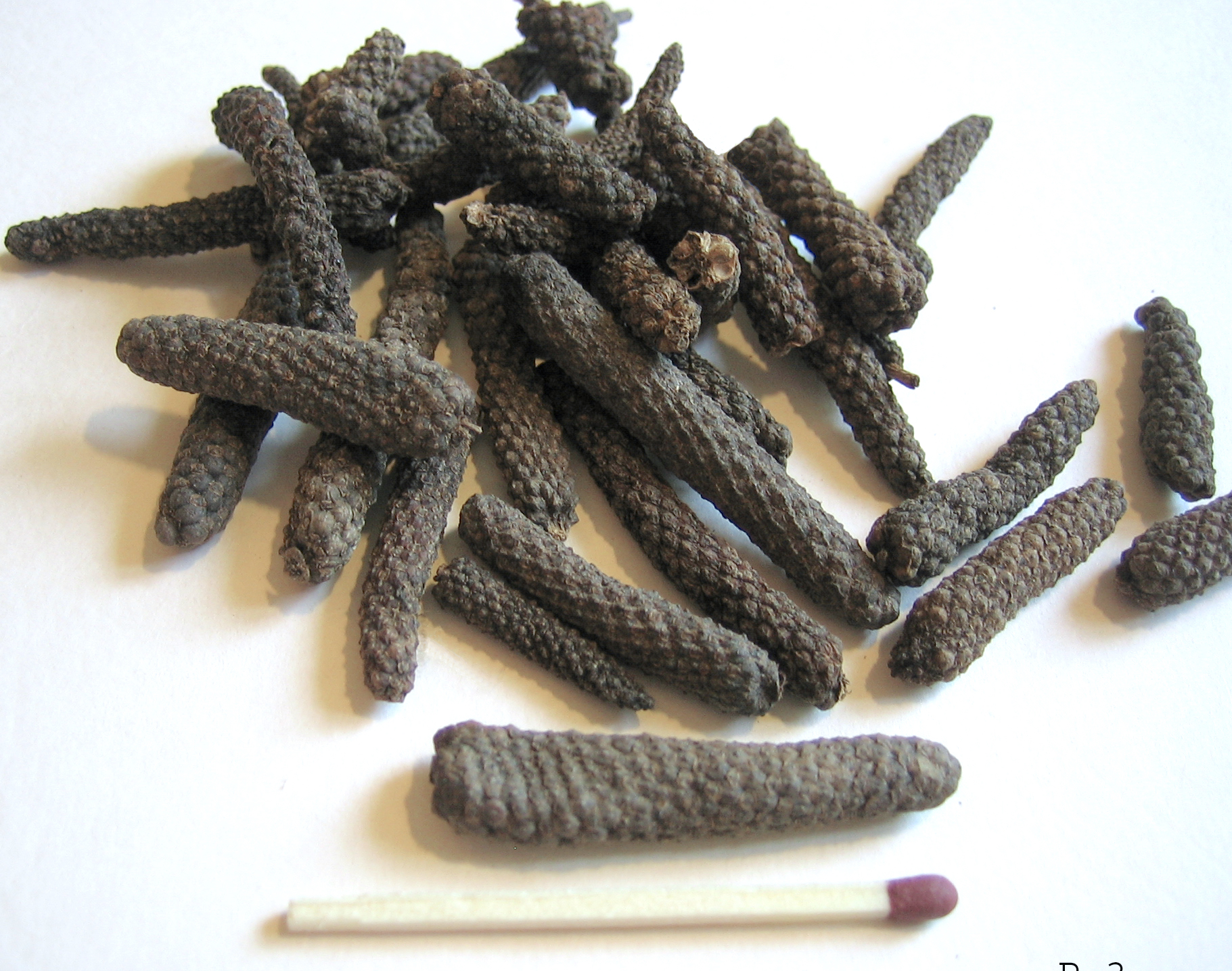
Owoc pieprzu długiego

Pieprz długi (Piper longum L.) – gatunek rośliny z rodziny pieprzowatych. Pochodzi z południowo-wschodniej Azji. Swym wyglądem przypomina pieprz czarny. Posiada zwarty owocostan w kolorze szarobrązowym do czarnobrązowego. Kłosowate owocostany osiągają długość 2,5 do 4,5 cm i średnicę do 8 mm. 

## Zastosowanie
Używany jako przyprawa głównie w Indonezji. Do celów handlowych zbiera się całe owocostany przed ich dojrzeniem, a następnie poddaje się je procesowi suszenia. Wartość pieprzu długiego jest mniejsza od pieprzu czarnego ze względu na aromat, natomiast pod względem ostrości jest mocniejszy. W dawnej Polsce ten gatunek pieprzu wykorzystywano jako surowiec leczniczy. W XVIII i XIX wieku wykonywano z niego między innymi proszki leczące infekcje gardła, środki rozgrzewające mięśniowo, łakotki cukrowe, esencje lecznicze, powidełka. W XVII w. w Prusach Królewskich był jednym ze składowych driakwi toruńskiej, tj. teriaku (uniwersalnego antidotum).